# Abbot
Abbot je priimek več znanih oseb:
- Charles Abbot, več znanih ljudi
- Francis Ellingwood Abbot (1836—1903), ameriški astrofizik
- George Abbot (1603—11648), angleški pisatelj
- Robert Abbot (1560—1617), angleški škof
- Robert Abbot (1588—1622), angleški teolog
- William Abbot (1790—1843), angleški igralec